# Giovanni Brancaccio

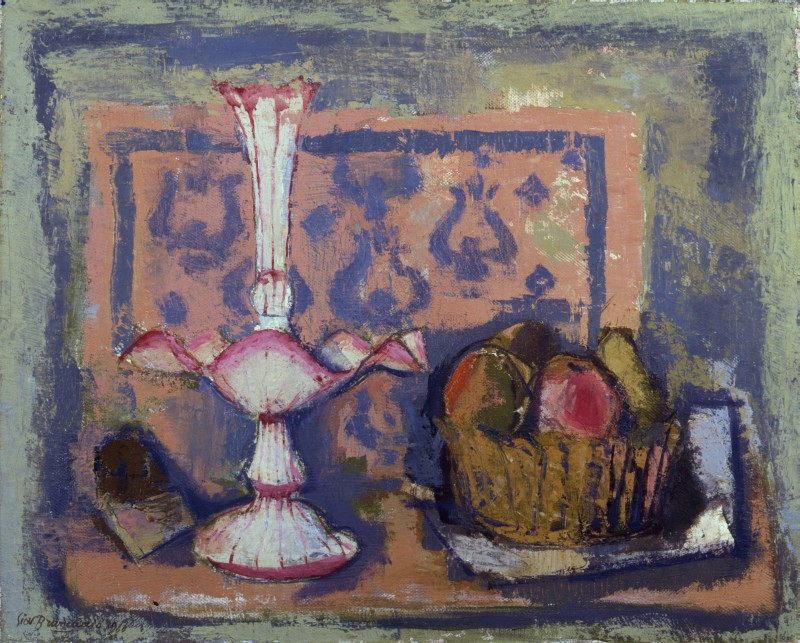
Cestino con frutta e fruttiera bianca, 1960
Collezioni d'arte della Fondazione Cariplo, Milano

Giovanni Brancaccio (Pozzuoli, 1903 – Napoli, 12 febbraio 1975) è stato un pittore, incisore, scultore e scenografo italiano.

## Biografia
Frequenta l'Istituto d'arte di Napoli e consegue il diploma nel 1923. Insegna incisione dal 1925 al 1935. In giovane età realizza scenografie per gli spettacoli teatrali della compagnia De Filippo. Dal 1929 aderisce alla corrente artistica, denominata "Novecento" e ne diviene un esponente di rilievo, in ambito napoletano. Nel 1929 partecipa all'Esposizione internazionale di Barcellona. Negli anni Trenta si dedica anche alla scultura. Dal 1930 al 1938 partecipa ad edizioni della Biennale di Venezia e dal 1931 al 1959 è presente alla Quadriennale di Roma.
Nel 1936 inizia a dedicarsi alla tecnica dell'affresco eseguendo alcune decorazioni alla Triennale di Milano. Nel 1940 diventa titolare della cattedra di decorazione dell'Accademia di belle arti di Napoli di cui assume la direzione dal 1951 al 1971. Negli anni cinquanta realizza una serie di affreschi e di mosaici per il Palazzo delle Poste di Milano, nella chiesa della Città universitaria di Roma e nella sede della Banca Nazionale del Lavoro di Milano e di Arcumeggia.
Negli anni 1949 e 1950 partecipa alla costituzione della collezione Verzocchi - incentrata sul tema del lavoro - inviando un Autoritratto e la tela Pescatori di fondo. Questa Collezione oggi è conservata nella Pinacoteca Civica di Forlì.
Nel 1959 vince il Premio Michetti e nel 1959 il Premio Bagutta per l'arte.

### Altre opere
Negli anni trenta esegue bozzetti ed opere di grandi dimensioni, con rappresentazioni di procaci nudi femminili, immersi in paesaggi ricchi di acque e di boscaglia. Il tema delle bagnanti dal 1940 in poi è ricorrente.
- Nudo, olio su tela, 65x76,5 cm (1933), Galleria dell'Accademia (Napoli)
- Donna che si pettina, olio su tela, 78x96 cm, (1937), Galleria dell'Accademia (Napoli)
- Scena campestre (1939)
- Ragazza allo specchio (1939)
- Nudo (1940)
- Giovinetta che suona il mandolino (1940)
- Figure (1941).